# Ramnose
A ramnose é um desoxiaçúcar naturalmente encontrado em muitos glicosídeos vegetais e em lipopolissacarídeos de algumas bactérias gram-negativas, como as do gênero Mycobacterium.
Pode ser classificada como metilpentose ou 6-desoxihexose. Ao contrário da maioria dos açúcares, que ocorrem naturalmente na forma dextrógira, a ramnose é encontrada na natureza sob a forma L-ramnose (6-desoxi-L-manose).
A ramnose pode ser isolada de plantas do gênero Rhamnus e da Toxicodendron vernix. Também é encontrado como glicosídeo em várias outras plantas. Na indústria, é utilizada na síntese de furanonas e como matéria-prima para a produção de compostos flavorizantes de alta qualidade.